# Yng Lvcas
Daniel Oswaldo Donlucas Martínez (Guadalajara, 24 de octubre de 1999), más conocido como Yng Lvcas (pronunciado como «Young Lucas»), es un cantante, compositor y productor mexicano de reguetón, trap latino y corridos.
Lanzó su mixtape debut Wup? Mixtape1 en 2021, un álbum de música sierreña y corridos. Ese mismo año publicó su segundo mixtape LPM, producido como un álbum de reguetón y trap, ambos lanzamientos fueron publicados de forma independiente.
Su fama internacional llegó a inicios de 2023 gracias a su canción «La bebé», sencillo que fue lanzado originalmente en 2021 pero que fue popular años después en radios de música en español y plataformas de streaming. En abril de 2023, lanzó una versión remix de la canción junto al cantante de música regional mexicana Peso Pluma, que alcanzó el puesto 11 de la lista Billboard Hot 100 de Estados Unidos, lo que convirtió a Lvcas en el mexicano con la segunda posición más alta en la historia de esa lista.

## Primeros años e inicios
Donlucas nació en Guadalajara, Jalisco, México en una familia de pocos recursos, es el hijo mayor y tiene dos hermanos menores. Desde su infancia, le atrajeron las artes especialmente el teatro, la música y el baile. Durante su adolescencia, escuchaba música rock especialmente a Led Zeppelin, DragonForce y a Slash, también, él aparecía en obras de teatro, realizaba murales de grafiti y comenzaba a experimentar con el canto y la producción de música dedicándose a ser DJ, con esto, Donlucas se dio cuenta de que quería enfocarse más en la creación de música. Después de que su madre le diera un micrófono como regalo de cumpleaños, y junto a un amigo comprara una interfaz de audio y este le compartiera su programa de FL Studio, aprendió a usar ambos mediante tutoriales que miraba en YouTube y así comenzó a producir su propia música y videos a la edad de 15 años. También escribía versos de rap, inspirado en música de T-Pain, Trey Songz, Flo Rida, Jay-Z y Busta Rhymes. Trabajó los siguientes años en perfeccionar su propio estilo, hasta que finalmente, en 2020 comenzó a publicar su música en medios digitales.

## Carrera musical
En septiembre de 2021, publicó de forma independiente su primer mixtape de baja producción Wup? Mixtape1, un álbum de corridos grabado de forma amateur.
A finales del mismo año, lanzó su segundo mixtape LPM, un álbum de trap latino y reguetón escrito en su totalidad por él y producido por el dúo mexicano Bounce Bosses. En el álbum se incluye la canción «La bebé» que fue lanzada como sencillo el mismo día de la publicación del mixtape. La canción no fue popular hasta a finales de 2022, cuando comenzó a ser viral en la plataforma de videos cortos TikTok. Esto hizo que la canción incrementa en vistas y reproducciones tanto en YouTube como en Spotify. A inicios de 2023, debido a esto, la canción se posicionó en el top 3 en las radios de México y en top 10 en radios de países como Perú, Ecuador, Paraguay y en parte de Centroamérica.
El 17 de marzo de 2023, Yng Lvcas firmó con la compañía discográfica Warner Music, y ese mismo día lanzó una versión remix de «La bebé» en colaboración con el cantante Peso Pluma. La canción debutó en la lista Billboard Hot 100 en el puesto 75 y alcanzó la posición número 11, también ocupó el puesto 2 en Hot Latin Songs de Estados Unidos. Por lo que la popularidad de Lvcas aumentó en América y Europa.
Gracias a esto, en abril LPM debutó en el top 10 de Top Latin Albums logrando llegar al puesto 3 como punto más alto, siendo su primer álbum en entrar a cualquier lista musical, Lvcas le expresó a Billboard "...Gracias!... Primeramente, sin la gente que está detrás de mí y todo el público que escucha y le da play, sin ellos no sería lo mismo." El álbum también se posiconó en el número 57 del Billboard 200, la lista de álbumes más importante de Estados Unidos.
El 21 de abril lanzó el sencillo «Perdonémonos», y el 16 de mayo colaboró con el cantante argentito Peipper en la canción «Toto». A inicios de mayo, Lvcas recibió 2 nominaciones a los Premios Tu Música Urbano de 2023, en las categorías de Top Nuevo Artista Masculino y Remix del Año, por La bebé (Remix).
El 24 de mayo, Lvcas anunció el lanzamiento del EP Six Jewels 23 mediante la publicación del sencillo «Wazap» con el cantante estadounidense Justin Quiles junto a su video musical grabado en Medellín, Colombia. Lvcas comentó a los medios: "Lo que más disfruté de esta colaboración fue la conexión que tuvimos, al grabarse el video en un país que no es el mío, me sorprendió la forma en como todo se dio, todo se hizo con gusto y salió muy bien." Un día después se estrenó el EP en plataformas digitales.

## Discografía

### Mixtapes
| Título        | Detalles del álbum                                                            |
| ------------- | ----------------------------------------------------------------------------- |
| Wup? Mixtape1 | - Lanzamiento: 8 de septiembre de 2021 - Formato: Descarga digital, streaming |
| LPM           | - Lanzamiento: 24 de diciembre de 2021 - Formato: Descarga digital, streaming |

### EPs
| Título            | Detalles del álbum                                                                                           |
| ----------------- | --- |
| Taka taka mixtape | - Lanzamiento: 17 de junio de 2022 - Formato: Descarga digital, streaming                                    |
| Puerqueo EP       | - Lanzamiento: 18 de noviembre de 2022 - Formato: Descarga digital, streaming                                |
| Six Jewels 23     | - Lanzamiento: 25 de mayo de 2023 - Discográfica: Warner Music México - Formato: Descarga digital, streaming |

### Sencillos
| Título                                                     | Año  | Álbum              |
| ---------------------------------------------------------- | ---- | ------------------ |
| «Trankka$»                                                 | 2021 | Sencillo sin álbum |
| «PMP»                                                      | 2021 | Sencillo sin álbum |
| «Durant Freestyle #1»                                      | 2021 | Sencillo sin álbum |
| «Muñek»                                                    | 2021 | Sencillo sin álbum |
| «GaD #22»                                                  | 2021 | Sencillo sin álbum |
| «La bebé»                                                  | 2021 | LPM                |
| «X.O»                                                      | 2022 | Sencillo sin álbum |
| «Cupido madafaka»                                          | 2022 | Sencillo sin álbum |
| «Mamasita bellaka»                                         | 2022 | Sencillo sin álbum |
| «Molly & Pérignon»                                         | 2022 | Taka taka mixtape  |
| «X ella»                                                   | 2022 | Sencillo sin álbum |
| «THC»                                                      | 2022 | Sencillo sin álbum |
| «THC 2»                                                    | 2022 | Sencillo sin álbum |
| «Perreo porky»                                             | 2022 | Puerqueo EP        |
| «Las Nai» (de Cool Kids con Sleezy O, Ice Keed y KAIISITO) | 2022 | Sencillo sin álbum |
| «La TV» (con Aivan Beatz)                                  | 2023 | Sencillo sin álbum |
| «Esa nena»                                                 | 2023 | Six Jewels 23      |
| «La bebé (Remix)» (con Peso Pluma)                         | 2023 | Six Jewels 23      |
| «Perdonémonos»                                             | 2023 | Six Jewels 23      |
| «Toto» (de Peipper)                                        | 2023 | Sencillo sin álbum |
| «Wazap» (con Justin Quiles)                                | 2023 | Six Jewels 23      |

## Televisión
| Año  | Título      | Papel    | Notas             | Ref.   |
| ---- | ----------- | -------- | ----------------- | ------ |
| 2023 | La Resolana | Él mismo | Invitado especial | [ 32 ] |

## Premios y nominaciones
| Año  | Premio           | Categoría                   | Trabajo nominado  | Resultado | Ref.   |
| ---- | ---------------- | --------------------------- | ----------------- | --------- | ------ |
| 2023 | Tu Música Urbano | Top Artista Nuevo Masculino | Él mismo          | Nominado  | [ 26 ] |
| 2023 | Tu Música Urbano | Remix del Año               | «La bebé (Remix)» | Ganador   | [ 26 ] |